# 2048
سنة 2048 هي سنة كبيسة تبدأ يوم الأربعاء حسب التقويم الغريغوري

## أحداث بتوقع حدوثها في هذه السنة
- 1 يناير - وقوع خسوف كلي للقمر